# Thalictrum baicalense
Thalictrum baicalense là một loài thực vật có hoa trong họ Mao lương. Loài này được Turcz. ex Ledeb. miêu tả khoa học đầu tiên năm 1838.